# Linoleum
Linoleum er et materiale fremstillet af linolie, harpiks, kalk og kork-, sten- og træmel i forskellige kombinationer på groft lærred af hessian vævet og af plantefibre fra juteplanten. Linoleum anvendes bl.a. som belægning på borde og gulve, samt til grafisk tryk. Ordet kommer af latin for hør (linum) og olie (oleum).
Som et kompositmateriale er der mulighed for under produktionen f.eks. at tilføre farve eller danne særlige mønstre.
Produktet blev opfundet af englænderen Frederick Edward Walton, som forsøgte at udvikle regntøj til de engelske fiskere. Han fik patent på sin linoleumsformel i 1860.
I kunsten anvendes linoleum til linoleumssnit/-tryk, hvor man anvender linoleum som trykplademateriale til højtryk.